# 平野陽三
平野 陽三（ひらの ようぞう、1985年10月9日 - ）は、日本の実業家、映画監督。実業家の前澤友作のマネージャー兼プロデューサーを務める。ロシアの宇宙船ソユーズMS-20により、2021年12月に前澤友作とともに宇宙飛行を実施。国際宇宙ステーション（ISS）に滞在した12日間や宇宙飛行にいたるまでに密着した映画『僕が宇宙に行った理由』の監督を務めた。

## 来歴
愛媛県今治市出身。2007年にZOZOTOWNを運営するスタートトゥデイに入社。退社後にCMプロダクションでの勤務や独立を経て、2018年に前澤友作と再合流した。2021年現在は前澤のマネージャー兼dearMoonプロジェクトなどでプロデューサーを務める。

### 宇宙旅行
アメリカ合衆国のスペース・アドベンチャーズによる宇宙旅行プランに参加。2020年末にバックアップクルーに選出された。2021年5月、プライムクルーとしてソユーズMS-20への搭乗とISSへの滞在予定が発表された。
訓練前のメディカルチェックでは親知らずなど5本を抜歯。9月13日から16日まで前澤とともにNASAで訓練を受ける。9月19日、ガガーリン宇宙飛行士訓練センターに入所し、水泳、ランニング、筋トレなどの肉体的なトレーニングに加え、ソユーズの機構や打ち上げまでの手順、ISSの仕組みについて座学で学んだ。10月以降、ソユーズ船長のアレクサンダー・ミシュルキンが合流し、ソユーズのモックアップを使ったフライトシミュレーションや、宇宙でのガス漏れ、低酸素など不測の事態に対応するための実践的な訓練をこなした。その後カザフスタンへ移動し、11月に実施された宇宙飛行への最終試験を経て、予定通り12月8日にソユーズMS-20での打ち上げに成功した。ソユーズMS-20は国際宇宙ステーションとドッキングした後、日本時間の12月9日午前1時11分から平野ら搭乗員がステーションに移動した。
平野の搭乗目的は、宇宙滞在中の前澤の映像記録とされている。平野のバックアップクルーとして、前澤の関連会社に勤務する小木曽詢も同じ宇宙飛行士の訓練を受けた。
12月20日（日本時間12時13分）、カザフスタンのジェスカスガン市の南東148kmにソユーズMS-20で着陸し、帰還した。

### 宇宙空間での撮影と映画化
記録者としての役割を担っていた平野は、宇宙での一挙手一投足を撮り逃がすことのないよう、ロスコスモスやNASAにおいてカメラの取り扱いの練習を重ねた。ISS滞在にあたっては小型のGoProをはじめ5台のカメラを持ち込み撮影を行った。撮影はYouTube収録以外にも前澤のインタビューを行うほか、日本列島を収めるべくタイミングを逃さないようカメラを構えた。また地球から持ち込んだ約200枚の人物写真（公募または親しい人物の写真）を地球を背景にキューポラなどで撮影を行った。
当初映画を制作する予定はなかったが、帰還して2か月後、ロシアとウクライナの対立が激化していくなか、宇宙から地球を俯瞰して実感した 「地球は1つ。国境線はない」という思いを形にすることを決断。元々映像監督になる夢を持っていた平野は、前澤に映画化を直訴し、撮りためた映像を映画として完成させた。
実際に宇宙に渡航した人物が撮影を行い監督を務めた映画は、日本では初。

## 人物・エピソード
宇宙飛行に向けた訓練を通じて他の宇宙飛行士と触れ合ったことで、ソユーズの一席の重みを実感した。フィジカルトレーニング後のサウナで出会った宇宙飛行士は当時18年間も訓練を重ねるもISSにまだ行けていなかったが、サウナから出るときに「ISSもうすぐだね、楽しみだね」と平野に笑顔で声をかけてくれる姿に感銘を受けた。平野は自分が宇宙に行って良いのだろうかという葛藤を抱えながらも、自分にしかできない記録者としての役割に集中することを落としどころにした。